# Hans-Wolfgang Romberg

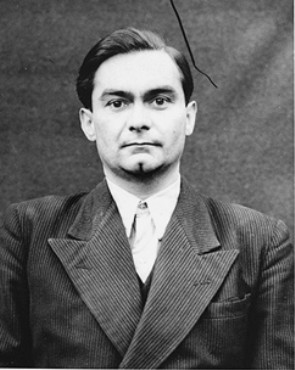
Romberg während der Nürnberger Prozesse

Hans-Wolfgang Romberg (auch Hans Wolfgang Romberg und Wolfgang Romberg; * 15. Mai 1911 in Berlin; † 6. September 1981 in Weil am Rhein) war ein deutscher Luftfahrtmediziner. Wegen seiner Experimente an Menschen im KZ Dachau zur Zeit des Nationalsozialismus wurde er im Nürnberger Ärzteprozess angeklagt, am 20. August 1947 aber freigesprochen.

## Biografie
Wolfgang Romberg studierte ab 1929 Medizin an den Universitäten in Berlin und Innsbruck und schloss das Studium 1935 ab. Von April 1936 bis 1938 war er als Assistenzarzt in einem Krankenhaus in Berlin-Friedrichshain tätig. Romberg trat zum 1. Mai 1933 in die NSDAP ein (Mitgliedsnummer 2.849.641) und war Mitglied der Marine-SA, deren Mitglieder hauptsächlich aus Seeleuten der Handelsmarine, Kaiserliche Marine oder Reichsmarine bestanden. Außerdem war er Mitglied der Nationalsozialistischen Volkswohlfahrt. Im Jahr 1938 wurde er zuerst Assistent und später Abteilungsleiter am Institut für Flugmedizin der Deutschen Versuchsanstalt für Luftfahrt in Berlin-Adlershof unter Siegfried Ruff. 1940 wurde er in Berlin promoviert. Zusammen mit Sigmund Rascher und Ruff führte er im Konzentrationslager Dachau 1942 Höhenversuche an Häftlingen durch, die zum Teil auch tödlich ausgingen. Romberg wurde 1947 im Nürnberger Ärzteprozess freigesprochen. Sein Verteidiger war Bernhard Vorwerk. Später führte er eine Arztpraxis in Düsseldorf. Ermittlungen der Staatsanwaltschaft des Landgerichts München II gegen Romberg, Georg August Weltz und Siegfried Ruff wurden 1959 eingestellt.